# Killiana Heymans
Killiana Heymans (* 24. Januar 1997) ist eine niederländische Stabhochspringerin.

## Sportliche Laufbahn
Erste internationale Erfahrungen sammelte Killiana Heymans im Jahr 2013, als sie beim Europäischen Olympischen Jugendfestival in Utrecht mit übersprungenen 3,50 m den neunten Platz belegte. 2015 schied sie bei den Junioreneuropameisterschaften in Eskilstuna mit 3,85 m in der Qualifikation aus, wie auch bei den U20-Weltmeisterschaften 2016 in Bydgoszcz mit 3,95 m. 2017 wurde sie bei den U23-Europameisterschaften ebendort mit 4,20 m Neunte und zwei Jahre später erreichte sie bei den U23-Europameisterschaften in Gävle mit derselben Höhe Rang vier. Zudem qualifizierte sie sich erstmals für die Weltmeisterschaften in Doha, bei denen sie mit 4,20 m aber nicht das Finale erreichte.
2018 und 2019 wurde Heymans niederländische Meisterin im Stabhochsprung im Freien.